# Karabin M40
M40 – amerykański karabin wyborowy, wojskowa wersja karabinu powtarzalnego Remington 700, przyjęta na wyposażenie Korpusu Piechoty Morskiej Stanów Zjednoczonych w 1966 roku.
Karabin został przyjęty jako następca snajperskich wersji Garandów M1. Piechota morska nie zdecydowała się użyć zaadaptowanych wersji karabinów M14 (M21), ale zamówiła w firmie Remington początkowo 800, a następnie jeszcze 195 karabinów, opartych na cywilnej wersji Remingtona 700BDL z ciężką lufą i jednoczęściowym łożu drewnianym.
W wyniku doświadczeń z zastosowania karabinu w warunkach wojny w klimacie tropikalnym, zmieniono łoża na syntetyczne i wprowadzono lufy ze stali nierdzewnej, oraz nowy celownik optyczny Unertl 10x40. Ta modyfikacja, określona jako karabin M40A1 była produkowana wyłącznie przez zakłady rusznikarskie USMC w Quantico, z części dostarczanych przez firmę Remington i innych dostawców.
Karabin ma układ klasyczny z zamkiem czterotaktowym; ciężka lufa i wysokiej jakości celownik optyczny sprawiają, że M40 ma opinię jednego z najcelniejszych typowych karabinów wyborowych.

## Wersje
- M40A1 – wersja z łożem syntetycznym.
- M40A3 – wersja wyposażona w nowe łoże oraz szynę Picatinny.
- M40A5 – najnowsza wersja ma możliwość używania magazynków oraz posiada lufę wyposażoną w gwint umożliwiający montaż tłumika.